# Rose Bampton
Rose Elizabeth Bampton (* 28. November 1907 in Lakewood, Ohio; † 21. August 2007 in Bryn Mawr, Pennsylvania) war eine US-amerikanische Opernsängerin (Sopran).

## Leben
Bampton gab 1929 als „Student Siebel“ in der Gounod-Oper Faust ihr Debüt. Bekannt war die Sängerin vor allem für ihre dramatischen Sopranrollen als „Sieglinde“ und „Donna Anna“. Sie erlebte von 1932 bis 1950 an der New Yorker Metropolitan Opera den Höhepunkt ihrer Karriere.
Bampton gehörte zu den Lieblingsinterpretinnen Arnold Schönbergs, der ihre drei Oktaven umfassende Stimme ein „Wunder“ nannte. Sie wirkte u. a. in der von Leopold Stokowski dirigierten amerikanischen Erstaufführung von Schönbergs Gurre-Liedern mit. Unter Leitung von Arturo Toscanini sang Bampton die Leonore in Ludwig van Beethovens einziger Oper Fidelio. 1937 heiratete sie den kanadischen Dirigenten und Pianisten Wilfrid Pelletier (1896–1982). Die Ehe blieb kinderlos. 1963 zog sich Bampton von der Opernbühne zurück und arbeitete als Gesangslehrerin in Montréal und New York.